# America's Next Top Model (quattordicesima edizione)
Originariamente datata 3 marzo 2010, la quattordicesima stagione di America's Next Top Model è andata in onda dal 10 marzo al 19 maggio 2010 sul canale The CW, sotto lo slogan di Work It Out! e con la colonna sonora Go Getta della cantante Stella Mwangi.
La destinazione internazionale per le prime sei classificate è stata Auckland, Nuova Zelanda.

A portare a casa il titolo di miglior modella americana, la venticinquenne Krista White di Pine Bluff, Arkansas, che ha guadagnato la propria rappresentazione dalla Wilhelmina Models, un contratto da 100.000 dollari con la CoverGirl e la copertina con servizio di sei pagine su Seventeen.

## Concorrenti
| Concorrente           | Età1 | Altezza | Provenienza           | Posizione                                 |
| --------------------- | ---- | ------- | --------------------- | ----------------------------------------- |
| Gabrielle Kniery      | 18   | 175 cm  | St. Louis, Missouri   | Eliminata nell'episodio 2 (prima parte)   |
| Naduah Rugley         | 22   | 173 cm  | San Diego, California | Eliminata nell'episodio 2 (seconda parte) |
| Ren Vokes             | 22   | 180 cm  | Grand Prairie, Texas  | Eliminata nell'episodio 3                 |
| Simone Lewis          | 19   | 178 cm  | Lenexa, Kansas        | Eliminata nell'episodio 4                 |
| Tatianna Kern         | 21   | 178 cm  | Ewa Beach, Hawaii     | Eliminata nell'episodio 5                 |
| Brenda Arens          | 23   | 180 cm  | Houston, Texas        | Eliminata nell'episodio 6                 |
| Anslee Payne-Franklin | 23   | 175 cm  | Dacula, Georgia       | Eliminata nell'episodio 7                 |
| Alasia Ballard        | 18   | 178 cm  | Marietta, Georgia     | Eliminata nell'episodio 8                 |
| Jessica Serfaty       | 18   | 178 cm  | Conway, Arkansas      | Eliminata nell'episodio 9                 |
| Angelea Preston       | 23   | 180 cm  | Buffalo, New York     | Eliminate nell'episodio 10                |
| Alexandra Underwood   | 21   | 182 cm  | Kerrville, Texas      | Eliminate nell'episodio 10                |
| Raina Hein            | 22   | 180 cm  | Minnetonka, Minnesota | Seconda classificata                      |
| Krista White          | 25   | 176 cm  | Pine Bluff, Arkansas  | Vincitrice                                |

 1 L'età delle concorrenti si riferisce all'anno della messa in onda del programma

## Makeover
- Alasia: Arricciamento
- Alexandra: Volume e colpi di sole
- Angelea: Capelli tindi color biondo cenere e frangia aggiunta
- Anslee: Taglio molto corto
- Brenda: Taglio a spazzola
- Gabrielle: Capelli schiariti e arricciati
- Jessica: Capelli tinti color cioccolato
- Krista: Extension coda di cavallo
- Naduah: Schiarimento sopracciglia
- Raina: Capelli scuriti
- Ren: Taglio corto e sbarazzino
- Simone: Capelli rasati ai lati e sbarazzini
- Tatianna: Capelli tinti color biondo cenere

## Ordine di eliminazione
| Order | Episodi   | Episodi   | Episodi   | Episodi   | Episodi   | Episodi   | Episodi   | Episodi   | Episodi   | Episodi   | Episodi   | Episodi | Episodi |
| Order | 1         | 2         | 2         | 3         | 4         | 5         | 6         | 7         | 8         | 9         | 10        | 11      |         |
| ----- | --------- | --------- | --------- | --------- | --------- | --------- | --------- | --------- | --------- | --------- | --------- | ------- | ------- |
| 1     | Naduah    | Jessica   | Raina     | Alasia    | Alasia    | Jessica   | Angelea   | Krista    | Krista    | Krista    | Krista    | Krista  |         |
| 2     | Jessica   | Angelea   | Krista    | Angelea   | Raina     | Angelea   | Krista    | Angelea   | Alexandra | Alexandra | Raina     | Raina   |         |
| 3     | Simone    | Ren       | Anslee    | Jessica   | Tatianna  | Krista    | Raina     | Raina     | Raina     | Angelea   | Alexandra |         |         |
| 4     | Raina     | Brenda    | Tatianna  | Alexandra | Brenda    | Alasia    | Alexandra | Jessica   | Angelea   | Raina     | Angelea   |         |         |
| 5     | Tatianna  | Simone    | Simone    | Krista    | Alexandra | Anslee    | Anslee    | Alasia    | Jessica   | Jessica   |           |         |         |
| 6     | Alexandra | Tatianna  | Alexandra | Raina     | Angelea   | Brenda    | Jessica   | Alexandra | Alasia    |           |           |         |         |
| 7     | Krista    | Anslee    | Angelea   | Tatianna  | Jessica   | Raina     | Alasia    | Anslee    |           |           |           |         |         |
| 8     | Brenda    | Raina     | Alasia    | Simone    | Krista    | Alexandra | Brenda    |           |           |           |           |         |         |
| 9     | Alasia    | Naduah    | Brenda    | Anslee    | Anslee    | Tatianna  |           |           |           |           |           |         |         |
| 10    | Anslee    | Alexandra | Jessica   | Brenda    | Simone    |           |           |           |           |           |           |         |         |
| 11    | Gabrielle | Krista    | Ren       | Ren       |           |           |           |           |           |           |           |         |         |
| 12    | Angelea   | Alasia    | Naduah    |           |           |           |           |           |           |           |           |         |         |
| 13    | Ren       | Gabrielle |           |           |           |           |           |           |           |           |           |         |         |

- Nell'episodio 1, soltanto 12 ragazze sono state scelte per far parte del cast finale; in seguito, Ren è stata aggiunta dopo un'audizione in separata sede.
- L'episodio 2 dura due ore e comprende due episodi e due differenti eliminazioni.

     La concorrente è stata eliminata
     La concorrente è stata aggiunta al cast a gara iniziata
     La concorrente ha vinto la competizione

## Servizi fotografici
- Episodio 1: Che modella sei? (Casting impersonando famose top model).
- Episodio 2: Nude con un accessorio Custo Barcelona.
- Episodio 3: Pubblicità profumo con lo skyline di New York.
- Episodio 4: Generi di danza.
- Episodio 5: Vampiri in una vasca piena di sangue.
- Episodio 6: Moda esagerata a Canal Street, Manhattan.
- Episodio 7: Donne newyorkesi in metropolitana.
- Episodio 8: Vestite di capelli.
- Episodio 9: Vestite da pastore in posa con le pecore su per i monti.
- Episodio 10: Fotografie con ombre.
- Episodio 11: Moda Ugly-Pretty.
- Episodio 12: Pubblicità CoverGirl Blast collection e copertina per Seventeen